# Prairie House

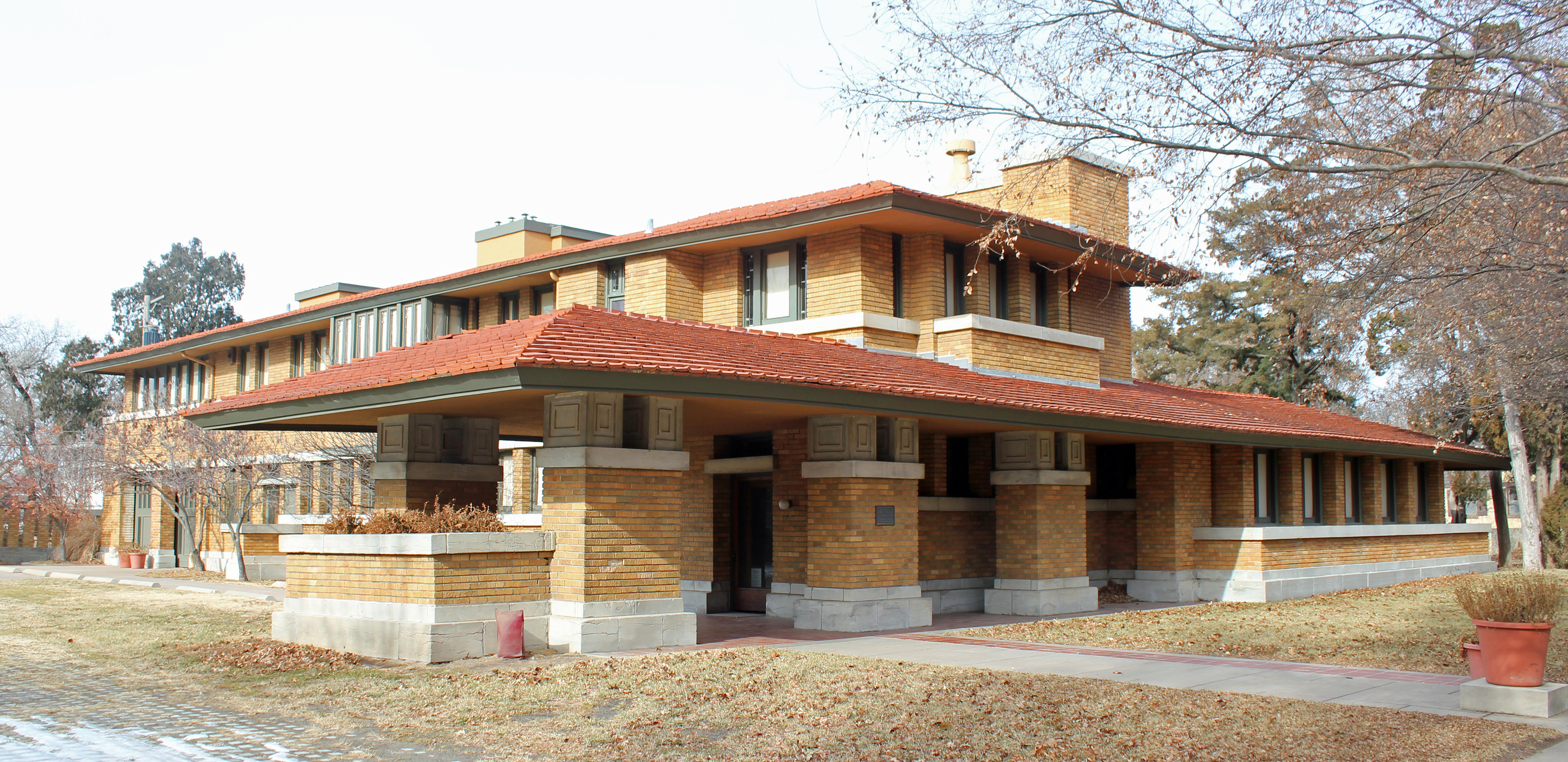
Allen-Lambe House, in Wichita (Kansas) von Frank Lloyd Wright

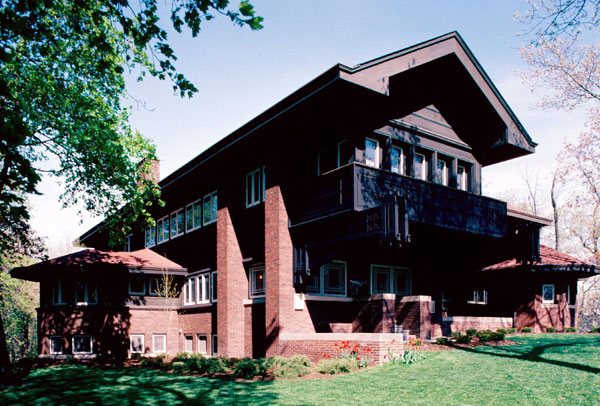
Harold C. Bradley House, Madison, von Louis Sullivan und George Grant Elmslie

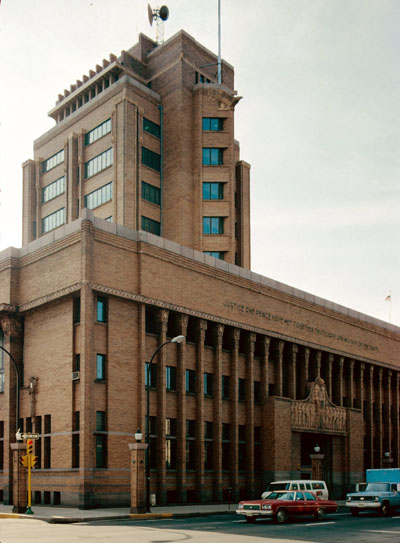
Gerichtsgebäude von Woodbury County Iowa, von William LaBarthe Steele und Purcell und Elmslie

Das Prairie House ist ein Gebäude eines architektonischen Stils, der sich im späten 19. Jahrhundert und zu Beginn des 20. Jahrhunderts im Mittleren Westen der Vereinigten Staaten etablierte. Der Prairie-Stil ist, neben der Adobe-Architektur des Südwestens, der erste Wohnbaustil in der postkolonialen amerikanischen Architekturgeschichte, der auf stilistische Anleihen aus der europäischen Architektur konsequent verzichtet. Anders als der Adobe-Stil hat er in den architektonischen Mainstream jedoch keinen Eingang gefunden.

## Prairie School
Mehrere Architekten (unter ihnen Frank Lloyd Wright, das Ehepaar Marion Mahony und Walter Burley Griffin oder Alfred Caldwell) lassen sich zur sogenannten „Prairie School“ zusammenfassen. Die zugehörigen Architekten stehen jeweils in Verbindung zu Louis Sullivan, der selbst aber nicht zur „Prairie School“ zu rechnen ist. Der Begriff wurde erst im Nachhinein durch den Architekturhistoriker H. Allen Brooks geprägt.
Die Gebäude dieser Architekten zeichnen sich durch eine horizontale Linienführung aus. Dem entspricht, dass die Fenster in horizontalen Reihen angeordnet wurden. Die Dächer wurden als Flach- oder Walmdach mit weit überstehenden Traufen ausgeführt. Das Ziel war es, ein hohes Maß an Integration der Gebäude in die Landschaft – besonders die typische Landschaft des Mittleren Westens: die endlose Prärie – zu erreichen.

## Prairie Style
Frank Lloyd Wright erhob diese Architekturform zum Konzept des „Prairie Style“, der sich durch offene Raumgestaltung, horizontale Ausrichtung und die Verwendung natürlicher Materialien auszeichnet. Das Konzept steht im Zusammenhang mit dem Arts and Crafts Movement, die handwerklicher Arbeit den Vorzug vor industrieller Fertigung gab und auf Einfachheit und Funktionalität Wert legte. Damit trat sie in Opposition zur vorherrschenden neoklassischen Architektur der Zeit. Dieses Konzept ist im Zusammenhang mit den geistigen Strömungen der amerikanischen Romantik (z. B. Walt Whitman) und der Klassischen Moderne (z. B. Bauhaus) zu verstehen. Wrights berühmtestes Prairie-Haus ist das Frederick C. Robie House in Chicago (1909/1910), sein letztes und aufwendigstes war das 1938–1939 in Wind Point, Wisconsin errichtete Herbert F. Johnson House („Wingspread“).

## Einzelbelege
1. ↑  Brooks, H. Allen: Prairie School Architecture: Studies from „The Western Architect“. Toronto 1975, ISBN 978-0-8020-2138-0.